# Zootaxa
«Zootaxa» — міжнародний науковий журнал по зоології, який друкує статті, що рецензуються, по систематиці, фауні і таксономії тварин з описом нових видів і інших таксонів. Заснований в 2001 році в Новій Зеландії і нині досягнуто практично щодобову періодичність виходу номерів. Поєднує оперативність електронної версії з традиційним паперовим варіантом, призначеним для бібліотек

## Історія
Журнал Zootaxa був заснований Zhi-Qiang Zhang в 2001 році. Друкує описи нових видів, родів і інших нових для науки таксонів тварин.
Перевага надається публікаціям у вигляді монографій і ревізій окремих груп тварин. Монографії (понад 60 сторінок) публікуються окремо і мають свій власний номер, а статті меншого розміру з'єднуються в одному номері.
До кінця 2011 року було видано 3148 номерів з 9825 статтями, включаючи 607 книг і монографій. З травня 2001 по 2011 рік у різних статтях Zootaxa було в сумі описано понад 24 тис. нових таксонів тварин.
Усі статті журналу мають як мінімум свої безкоштовні для скачування автореферати, а деякі і повнотекстові варіанти. У інших випадках потрібна передоплата. Журнал Zootaxa індексується в «Biosis», Zoological Record і Інститутом наукової інформації в його Science Citation Index Expanded, а також в Current Contents/Agriculture, Biology and Environmental Sciences.
Серед країн-лідерів за числом представлених статей їх авторів: США, Китай і Бразилія. Серед тем статей переважають описи окремих нових видів (57 %), потім йдуть таксономічні ревізії (17 %), доповнення до раніше описаних таксонів (11 %), огляди регіональних фаун (8 %), каталоги або списки видів або типів (4 %) і теоретичні роботи (3 %). 57 % усіх описаних нових видів представлені комахами, 11 % павукоподібними і тільки 8 % — хребетними.
Публікується видавництвом «Magnolia Press» (Окленд, Нова Зеландія).
- Кількість опублікованих статей[4]:
  - 1488 статей у випусках № 1967—2326 у 2009 р.
  - 1582 статей у випусках № 2327—2731 у 2010 р.
  - 1746 статей у випусках № 2732-3148 у 2011 р.

У 2001—2011 рр. в журналі описано 24 064 нових таксонів, видів, родів та ін. (3 124 — Coleoptera, 3 200 — Diptera, 2 382 — Hemiptera, 2 208 — Hymenoptera, 1 968 — Crustacea, 1 544 — Acari, 1 290 — Lepidoptera, 1 173 — Araneae).
4 грудня 2012 року вийшов 3571-й номер Zootaxa.
5 січня 2012 року в Zootaxa опубліковано 9 000-ну статтю.

## Головний редактор
- Zhang Z.-Q. New Zealand Arthropod Collection, Landcare Research, 231 Morrin Road, St. Johns, Auckland 1072, Нова Зеландія.

## ISSN
- ISSN 1175-5326 (print)
- ISSN 1175-5334 (web)